# Rhytiphora obsoleta
Rhytiphora obsoleta là một loài bọ cánh cứng trong họ Cerambycidae.